# Голланд Тауншип (Нью-Джерсі)
Голланд Тауншип (англ. Holland Township) — селище (англ. township) в США, в окрузі Гантердон штату Нью-Джерсі. Населення — 5177 осіб (2020).

## Демографія
Згідно з переписом 2010 року, у селищі мешкала 5291 особа в 1972 домогосподарствах у складі 1544 родин. Було 2066 помешкань
Расовий склад населення:
| - 97,6 % — білих - 0,8 % — азіатів - 0,7 % — чорних або афроамериканців - 0,1 % — корінних американців |

До двох чи більше рас належало 0,5 %. Частка іспаномовних становила 2,7 % від усіх жителів.
За віковим діапазоном населення розподілялося таким чином: 24,1 % — особи молодші 18 років, 59,9 % — особи у віці 18—64 років, 16,0 % — особи у віці 65 років та старші. Медіана віку мешканця становила 44,5 року. На 100 осіб жіночої статі у селищі припадало 96,7 чоловіків;  на 100 жінок у віці від 18 років та старших — 92,8 чоловіків також старших 18 років.
Середній дохід на одне домашнє господарство  становив 114 875 доларів США (медіана — 88 125), а середній дохід на одну сім'ю — 131 850 доларів (медіана — 102 325). За межею бідності перебувало 2,8 % осіб, у тому числі 4,1 % дітей у віці до 18 років та 1,1 % осіб у віці 65 років та старших.
Цивільне працевлаштоване населення становило 2703 особи. Основні галузі зайнятості: освіта, охорона здоров'я та соціальна допомога — 20,6 %, науковці, спеціалісти, менеджери — 16,9 %, виробництво — 10,1 %, роздрібна торгівля — 9,0 %.